# Kraftwerk Kvistforsen
Das Kraftwerk Kvistforsen ist ein Ausleitungskraftwerk in der Gemeinde Skellefteå, Provinz Västerbottens län, Schweden, dessen Absperrbauwerk den Skellefte älv zu einem Stausee aufstaut. Es ging 1962 in Betrieb. Das Kraftwerk ist im Besitz von Statkraft und wird auch von Statkraft betrieben.

## Absperrbauwerk
Das Absperrbauwerk besteht aus einem Staudamm mit einer Höhe von 30 m. Die Wehranlage mit den drei Wehrfeldern befindet sich auf der rechten Flussseite. Von der Wehranlage führt ein Kanal mit einer Länge von ca. 5 km zum Kraftwerk.
Das minimale Stauziel liegt bei 50,5 m, das maximale bei 52 m über dem Meeresspiegel. Das Bemessungshochwasser liegt bei 708 m³/s; die Wahrscheinlichkeit für das Auftreten dieses Ereignisses wurde mit einmal in 100 Jahren bestimmt.

## Kraftwerk
Das Kraftwerk ging 1962 in Betrieb. Es verfügt mit zwei Kaplan-Turbinen über eine installierte Leistung von 130 (bzw. 140 oder 144) MW. Die durchschnittliche Jahreserzeugung liegt bei 500 (bzw. 600) Mio. kWh.
Die Fallhöhe beträgt 49,3 (bzw. 50 oder 51) m. Der maximale Durchfluss liegt bei 300 (bzw. 320) m³/s. Die zwei Turbinen leisten jeweils 67 (bzw. 71,6 oder 72) MW. Die Nenndrehzahl der Turbinen liegt bei 150 Umdrehungen pro Minute.
Die Lager der Turbinen, die Steuerung der Schaufeln der Laufräder und die Steuerhydraulik der Leitschaufeln enthalten Öl; im Kraftwerk Kvistforsen sind dies je Turbine für alle Lager zusammen ca. 3500 l und für die Hydraulik der Leitschaufeln ca. 13.000 l. Unter Berücksichtigung der Leistungstransformatoren werden im Kraftwerk insgesamt ca. 100.000 l Öl verwendet. Statkraft gab 2012 bekannt, dass durch die Erneuerung der Turbinen, Generatoren und sonstiger Anlagen die Ölmenge im Kraftwerk um insgesamt 32 Kubikmeter verringert werden soll. Die Arbeiten sollten in den Jahren 2013 bis 2017 durchgeführt werden; die voraussichtlichen Kosten wurden mit 220 Mio. Kronen angegeben.